# 万宝镇 (长春市)
万宝镇，是中国吉林省长春市宽城区下辖的一个乡镇。

## 行政区划
万宝镇共辖以下地区：
开拓居委会、志成居委会、发达居委会、腾飞居委会、万宝村、前进村、东升村、顺山村、广太村、刘城村、万祥村、善人村、凡家村、山西村、曾家村、大王家村、赵家村、富强村、欢子台村、代家村。